# Alicia de Bielefeld
Alicia Hala de Bielefeld (nacida en San Francisco el 21 de junio de 1952) es hija de Bernardo de Lippe-Biesterfeld, el príncipe consorte de la reina Juliana de los Países Bajos, y de su amante desconocida hasta la fecha, con quien mantuvo una relación amorosa en los años 1950. Alexia Grinda también es conocida como la otra hija ilegítima del príncipe Bernardo.
Su apellido, Bielefeld, es una deformación (para que su identidad permaneciese oculta) del de su padre, Biesterfeld.
Ella estudió arquitectura, y trabaja como diseñadora de jardines.
El príncipe Bernardo reveló la existencia de su hija ilegítima mayor durante una entrevista con dos periodistas del rotativo De Volkskrant. Dicha entrevista fue publicada el 14 de diciembre de 2004, dos semanas después del fallecimiento del príncipe Bernardo.
Alicia ha superado un cáncer. También ha sido conocida anteriormente como Alicia Webber.